# オマル・エラブデラウィ
オマル・エラブデラウィ（Omar Elabdellaoui 、1991年12月5日 - ）は、ノルウェー・オスロ出身の元プロサッカー選手。元ノルウェー代表。現役時代のポジションは、ディフェンダー。

## 経歴

### クラブ
スケイド・フォトバルでのプレーを経て、16歳でマンチェスター・シティFCのアカデミーに移籍。2010–11シーズンよりトップチームに昇格。しかし出場機会は全くなく、ベンチ入りもUEFAヨーロッパリーグのユヴェントスFC戦の1回のみに終わった。その後はレンタル移籍を繰り返し、2013年5月にアイントラハト・ブラウンシュヴァイクに完全移籍で放出された。
2014年6月18日、オリンピアコスFCに移籍。
2020年、ガラタサライに3年契約で移籍した。
2022年12月、FKボデ/グリムトに移籍した。

### 代表
各年代でノルウェー代表に選出されており、UEFA U-21欧州選手権2013予選等に出場した。
2013年8月、A代表初招集。スウェーデンとの親善試合でスタメン出場し初キャップ。72分までプレーした。

## 人物
モロッコにルーツを持つ。モハメド・アブデラウエおよびムスタファ・アブデラウエは従兄弟。

## 個人成績

### 代表
出場大会
- U-21ノルウェー代表

2013年 - UEFA U-21欧州選手権2013 (ベスト4)
試合数
- 国際Aマッチ 49試合 0得点（2013年 - 2020年）

| ノルウェー代表 | 国際Aマッチ | 国際Aマッチ |
| 年             | 出場        | 得点        |
| -------------- | ----------- | ----------- |
| 2013           | 6           | 0           |
| 2014           | 7           | 0           |
| 2015           | 8           | 0           |
| 2016           | 2           | 0           |
| 2017           | 5           | 0           |
| 2018           | 7           | 0           |
| 2019           | 9           | 0           |
| 2020           | 5           | 0           |
| 通算           | 49          | 0           |